# Hidrocarboneto acíclico
Hidrocarbonetos acíclicos são hidrocarbonetos com átomos de carbono estruturais em cadeias abertas (acíclicas).